# Jármai Károly
Jármai Károly (1903-ig: Janovecz Károly) (Körmöcbánya, 1887. november 7. – Budapest, 1941. március 8.) a kórbonctan nyilvános rendes tanára, a magyar királyi József Nádor Műegyetem mezőgazdasági és állatorvosi karának az 1936/37. tanévben volt dékánja, a királyi magyar Pázmány Péter Tudományegyetemen az összehasonlító kórbonctan magántanára, az Állatorvosi Tisztivizsga Bizottság tagja, az Országos Állategyészségügyi Tanács rendes tagja, a Deutsche Pathologische Gesellschaft tagja, a koronás arany érdemkereszt és a Signum Laudis tulajdonosa.
Magyar állatorvos, patológus, egyetemi tanár.

## Életpályája
1905-ben érettségizett Körmöcbányán. 1909-ben az Állatorvosi Főiskolán állatorvosi oklevelet szerzett. 1909–1914 között az Állatorvosi Főiskola Járványtani Intézete gyakornoka és tanársegéde volt. 1913-ban állatorvos-doktori diplomát kapott. 1914–1918 között egy hadilókórház főnökeként szolgált, majd megbízták az első kelet-galíciai tábori állatorvosi laboratórium vezetésével. 1918–1920 között az Állatorvosi Főiskola Kórbonctani Intézetének tanársegéde volt. 1920–1924 között az általános kórtan és kórbonctan nyilvános rendkívüli, 1924–1934 között nyilvános rendes tanára volt. 1920–1941 között a Kórbonctani Intézet vezetője volt. 1927–1928 között az Állatorvosi Főiskola rektorhelyettese volt. 1928-tól az Országos Állategészségügyi Tanács rendkívüli, 1933-tól rendes tagja volt. 1931–1941 között a Pázmány Péter Tudományegyetem magántanára is volt. 1932-től a Magyar Pathológusok Társasága alapító tagja volt. 1934–1941 között a József Nádor Műszaki és Gazdaságtudományi Egyetemen a kórbonctan és a kórszövettan nyilvános rendes tanára volt. 1936–1937 között a Mezőgazdasági és Állatorvosi Kar dékánja volt.

### Munkássága
Kutatása során a fertőző betegségek kórbonctani és kórszövettani diagnosztikájával foglalkozott, majd az onkológiai kérdéseket kutatta. Bebizonyította a tyúk-leucosis és a papillomatosis átolthatóságát, illetve a macskák panleucopeniájának vírusos eredetét. Tevékenyen részt vett az Állatorvostudományi Egyetem irányításában, mint prorektor, illetve később, mint dékán.

## Családja
Szülei Jármai János és Szlafkai Franciska voltak. Testvére: Jármai Rezső és Jármai Vilmos. Leánya: Keleméri Béláné Jármai Ilona.

## Emlékezete
Sírja a Farkasréti temetőben található (védett: 2002-től) (6/6-1-21). Hondomatidisz Rigasz szobrászművész egyoldalas öntött bronz érmét készített emlékére 1981-ben. Születésének 100. évfordulóján (1987) az Állatorvostudományi Egyetem Kórbonctani Tanszéke emlékülést tartott tiszteletére, az évfordulóra elkészült bronz mellszobra az Állatorvostudományi Egyetem kertjében áll (Kelemen Kristóf szobrászművész alkotása).

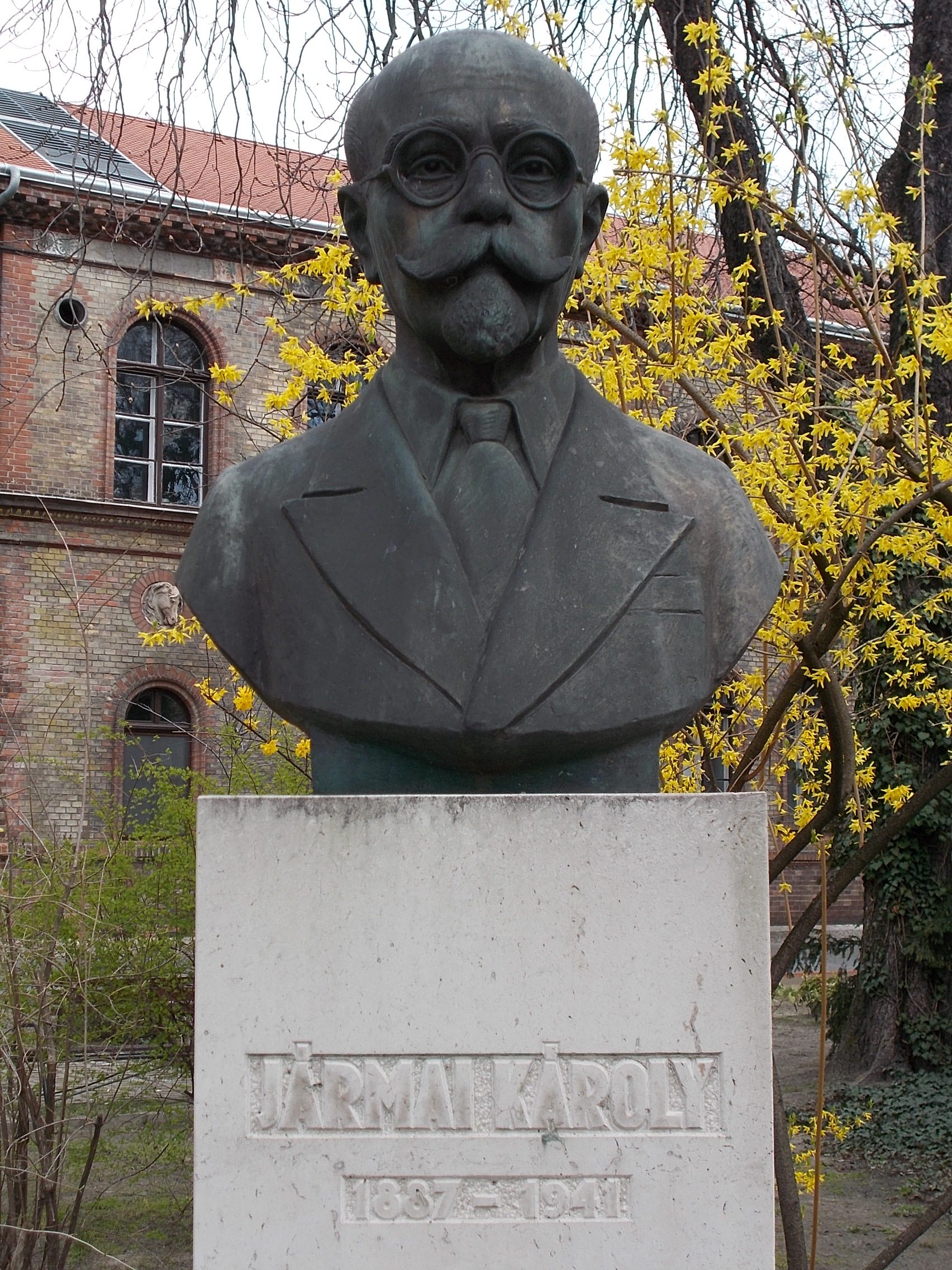
Dr. Jármay Károly (1887-1941) mellszobra (Kelemen Kristóf, 1986), Állatorvos-tudományi Egyetem (ÁTE) szoborpark. – Budapest VII. kerület, István u. 2.

## Művei
- A bacillus anthracis és a vele rokon saprophyta baktériumok vérsejtoldó képessége (Mathematikai és Természettudományi Értesítő, 1913)
- A lépfenebacillus és a vele rokon saprophyta baktériumok vérsejtoldó képessége. Komplementumkötési kísérletek immunizáló savókkal (Állatorvos-doktori értekezés; Budapest, 1914; megjelent négy részben: Állatorvosi Lapok, 1914)
- Über die rotzige Brustfellentzündung der Pferde (Berlin, 1922)
- A házi állatok kórbonctana: Állatorvostanhallgatók részére (Budapest, 1923, 1936, 1941)
- Általános kórtan (Budapest, 1924)
- Über die Histoeosinophilie tierischer Geschwülste (Berlin, 1924)
- Beitrag zur Akropachie der Haustiere (Hannover, 1926)
- Massenhafte Nebenmilzen traumatischen Ursprunges beim Hund (Hannover, 1927)
- Tojáskövek – albumenkonkrementumok – csukaorrú aligátorban. – Trypanosomák halakban (A Természet, 1927)
- Ueber die Eosinophilie der Lungenrotzknoten der Pferde (Stuttgart, 192?)
- A ló heréjének pigmentatiója (1928)
- Adatok a fodorsás (Glyceria Aquatica) okozta mérgezés kórtanához (1928)
- A fibrillumok jelentősége az állati eredetű carcinomák és sarcomák szövettani kórjelzésénél (Közlemények az összehasonlító élet- és kórtan köréből, 1928)
- Adatok a serumlovak amyloidosisához (1929)
- Az állatok meghűléséről (A Magyar Királyi Földművelésügyi Minisztérium rádió-előadásainak sorozata. 1929. jan.–dec. Budapest, 1930)
- A tyúkok leucosisáról (Kogler Dezsővel, Stenszky Tiborral; Budapest, 1930)
- Adatok a tyúkok átojtható leucosisának ismeretéhez. 1–4. (Farkas Lászlóval, Stenszky Tiborral; Közlemények az összehasonlító élet- és kórtan köréből, 1931–1932)
- A házi állatok kórboncolási technikája. Vezérfonal. (Győr, 1935; 2. kiadás: Budapest, 1941)
- A házi állatok kórbonctana. Tankönyv állatorvostan hallgatók számára (Budapest, 1936; 2. javított kiadás: 1941)
- A lipoidózisokról egy eset kapcsán (Budapest, 1937)
- Az átoltható tyúkleucosis ágensének, továbbá néhány átvihető emlősdaganatnak és a tyúksarcomáknak röntgenresistentiájáról (Közlemények az összehasonlító élet- és kórtan köréből, 1940)
- Az idült hashártyagyulladásról (Állatorvosi Közlöny, 1940)
- Ritka bőrtünetekkel és akropachiával járó gümőkor lóban (Mócsy Jánossal, Budapest, 1941)

### Állatorvosi Lapokban
- A lépfene diagnózisa az Ascoli-féle thermoprecipitáció segítségével (1912)
- Anaphylaxia lépfene elleni szérumojtás után. – Kórjelzés az Ascoli-féle thermoprecipitációval (1913)
- A végbél nyálkahártyájának resectiója (1917)
- A pyotherápiáról. – Mészsók lerakódása a húgyhólyag izomzatában. – Védőojtás nyúlsepticaemia ellen (1918)
- Orbáncbacillusok előfordulása madarakban (1919)
- Májszövet pótló túltengése idült májgyulladás esetén. – Adatok az „emphysema intestini et mesenteriale bullosum” oktanához (1920)
- Bélfodri tályog fejlődési ideje csikóban. – Necrosisbacillusok okozta bőr- és tüdőelhalás (1921)
- Színtelen daganatelhalások melanosarcománál lóban. – Bélfodri nyirokcsomó elsajtosodása és májnecrosis enteritis paratuberculosánál. – Meszesedő szívbelsőhártya-gyulladás lóban (1922)
- Évi szélfű [Mercurialis annua] okozta mérgezés juhoknál. – A malacok streptomycosisáról. 1–2 (1923)
- Penészes kukorica mint a baromfiak köszvényének okozója. – Ricinusmagvak okozta tömeges mérgezés sertéseknél (1925)
- A háziállatok akropachiájáról. 1–2. (1926)
- Traumás eredetű melléklépek előfordulása kutyákban. 1–2. – Bacillus pollorum okozta elhullások felnőtt baromfiaknál (1927)
- A ragadós tüdőlob kórszövettani diagnózisa. – Daganat csontokkal. – A szövettenyésztés kórtani jelentősége. 1–2. (1928)
- Ritka hámdaganat – adamantinoma – borjúnál. – Viscosus-septicaemia esete lovaknál. – Tíz és fél évnyi veszettségi vizsgálatok eredményei (1929)
- Fetusleletek a sertések járványos elvetélésénél. – A gümőkór a Ranke-féle elmélet megvilágításában az embernél és a háziállatoknál (1931)
- Myocarditis multiplex tömeges előfordulása bárányokban (1932)
- Trauma után leucaemia és adatok a lépsérülés kórtanához. – Májcirrhosis tömeges előfordulása sertéseknél (1933)
- Macskák filtrálható vírus okozta gyomor- és bélgyulladásról (1934)
- A macskák pseudotuberculosisáról. – Idegen tárgyak okozta kóresetek (1936)
- A borjak papillomatosisának átolthatóságáról (1937)
- A kutyák fertőző szájszemölcseiről. – Reticuloendothelioma psammosum lóban (1938)
- A tyúk-erythroleukosis kórokozójával végzett fertőzési kísérletek embryonált pulykatojásokon (Kemény Armanddal) – Parókaképződés szarvasfélék agancsain. – A sertés osteohaemochromatosisáról (1940)